# Греко-римская борьба на летних Олимпийских играх 1948 — до 87 кг
Соревнования по греко-римской борьбе в рамках Олимпийских игр 1948 года в полутяжёлом весе (до 87 килограммов) прошли в Лондоне с 3 по 6 августа 1948 года в «Empress Hall».
Турнир проводился по системе с начислением штрафных баллов. За чистую победу штрафные баллы не начислялись, за победу по очкам борец получал один штрафной балл, за поражение по очкам со счётом 2-1 два штрафных балла, за поражение со счётом 3-0 или чистое поражение — три штрафных балла. Борец, набравший пять штрафных баллов, из турнира выбывал. Борцы, вышедшие в финал, проводили встречи между собой. В случае, если они уже встречались в предварительных встречах, такие результаты зачитывались. Схватка по регламенту турнира продолжалась 20 минут. Если в течение первых десяти минут не было зафиксировано туше, то судьи могли определить борца, имеющего преимущество. Если преимущество никому не отдавалось, то назначалось шесть минут борьбы в партере, при этом каждый из борцов находился внизу по три минуты (очередность определялась жребием). Если кому-то из борцов было отдано преимущество, то он имел право выбора следующих шести минут борьбы: либо в партере сверху, либо в стойке. Если по истечении шести минут не фиксировалась чистая победа, то оставшиеся четыре минуты борцы боролись в стойке.
В полутяжёлом весе боролись 14 участников. Чемпионом Европы 1947 года был советский спортсмен Константин Коберидзе, но команда СССР не принимала участия в Олимпийских играх. Одним из фаворитов назывался Дюла Ковач, вице-чемпион Европы 1947 года. Однако он проиграл в первом же круге будущему чемпиону Карлу-Эрику Нильссону и, несмотря на дальнейшие победы, в четвёртом круге выбыл. Нильссон встретился в финале с Келпо Грёндалем и победил единогласным решением судей. Третье место занял египтянин Ибрагим Ораби, участник ещё Олимпийских игр 1936 года, выбывший в предпоследнем круге. 

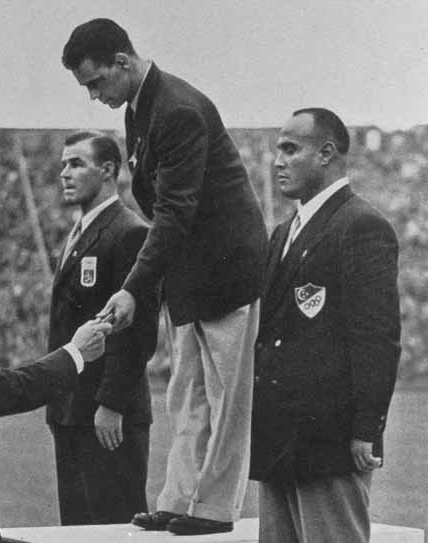
Победители на пьедестале почёта (слева направо Нильссон, Грёндаль, Ораби)

## Призовые места
- Карл-Эрик Нильссон
- Келпо Грёндаль
- Ибрагим Ораби

## Первый круг
| Штрафных баллов | Участник 1             | Результат    | Участник 2          | Штрафных баллов |
| --------------- | ---------------------- | ------------ | ------------------- | --------------- |
| 1               | Мустафа Чакмак         | 3-0          | Адольфо Рамирес     | 3               |
| 0               | Карл-Эрик Нильссон     | Туше (16:18) | Дюла Ковач          | 3               |
| 1               | Умберто Сильвестри     | 3-0          | Афанасиос Камбафлис | 3               |
| 0               | Келпо Грёндаль         | Туше (3:54)  | Карел Истаз         | 3               |
| 1               | Эрлинг Штуер Лауридсен | 3-0          | Ибрагим Махгуб ¹    | 3               |
| 0               | Петер Энзингер         | Туше (1:41)  | Альбин Даннахер     | 3               |
| 0               | Ибрагим Ораби          | Туше (7:04)  | Кен Ричмонд         |                 |

¹ Снялся с соревнований

## Второй круг
| Штрафных баллов | Участник 1             | Результат    | Участник 2          | Штрафных баллов |
| --------------- | ---------------------- | ------------ | ------------------- | --------------- |
| 4               | Дюла Ковач             | 3-0          | Адольфо Рамирес     | 6               |
| 1               | Карл-Эрик Нильссон     | 3-0          | Мустафа Чакмак      | 4               |
| 4               | Карел Истаз            | 3-0          | Афанасиос Камбафлис | 6               |
| 0               | Келпо Грёндаль         | Туше (13:34) | Умберто Сильвестри¹ | 4               |
| 1               | Эрлинг Штуер Лауридсен | Туше (12:51) | Петер Энзингер      | 3               |
| 0               | Ибрагим Ораби          | Туше (2:18)  | Альбин Даннахер     | 6               |
| 3               | Кен Ричмонд            | Пропускал    |                     |                 |

¹ Снялся с соревнований

## Третий круг
| Штрафных баллов | Участник 1         | Результат   | Участник 2             | Штрафных баллов |
| --------------- | ------------------ | ----------- | ---------------------- | --------------- |
| 3               | Кен Ричмонд        | Туше (6:26) | Мустафа Чакмак         | 7               |
| 4               | Дюла Ковач         | Туше (4:01) | Карел Истаз            | 7               |
| 2               | Карл-Эрик Нильссон | 3-0         | Эрлинг Штуер Лауридсен | 4               |
| 1               | Келпо Грёндаль     | 3-0         | Петер Энзингер         | 6               |
| 0               | Ибрагим Ораби      | Пропускал   |                        |                 |

## Четвёртый круг
| Штрафных баллов | Участник 1         | Результат    | Участник 2             | Штрафных баллов |
| --------------- | ------------------ | ------------ | ---------------------- | --------------- |
| 5               | Дюла Ковач         | 3-0          | Ибрагим Ораби          | 3               |
| 2               | Карл-Эрик Нильссон | Туше (9:05)  | Кен Ричмонд            | 6               |
| 1               | Келпо Грёндаль     | Туше (14:14) | Эрлинг Штуер Лауридсен | 7               |

## Пятый круг
| Штрафных баллов | Участник 1         | Результат    | Участник 2    | Штрафных баллов |
| --------------- | ------------------ | ------------ | ------------- | --------------- |
| 2               | Карл-Эрик Нильссон | Туше (15:36) | Ибрагим Ораби | 6               |
| 1               | Келпо Грёндаль     | Пропускал    |               |                 |

## Финал
| Штрафных баллов | Участник 1         | Результат | Участник 2     | Штрафных баллов |
| --------------- | ------------------ | --------- | -------------- | --------------- |
|                 | Карл-Эрик Нильссон | 3-0       | Келпо Грёндаль |                 |